# Nils Ryning
Nils Ryning, född i början av 1500-talet på Tyresö slott, död 13 mars 1578 i Sigtuna, var en svensk kammarjunkare, sedermera krigskommissarie och hertig Karls furstliga råd. 1573 blev han förordnad till en av kung Erik XIV:s fångvaktare. Han var son till riksrådet Erik Ryning. Han begravdes den 17 april 1578 i Storkyrkan i Stockholm.
Nils Ryning var herre till Gimmersta i Julita socken, Södermanlands län och till Lagnö i Aspö socken, Södermanlands län samt till Tyresö i Österhaninge socken, nu Tyresö, Sotholmssten härad, Stockholms län.
Nils Ryning var ett av kung Gustav Vasas sändebud för att sluta förbund med Frankrike 1542. Han skrev under Västerås arvsförening 1544. År 1547 erhöll Ryning kung Gustav Vasas inbjudningsbrev att bevista prinsessan Sofias dop. Ryning tjänstgjorde i slottsloven på Viborg 1555 och 1559 blev han mönstringsherre. Han skrev under kung Gustav Vasas testamente 1560 och ständernas bevillning 1561 och var kammarjunkare hos konung Erik XIV och blev legat jämte andra till Ryssland 1561. År 1563 blev han åter legat till Ryssland. Åren 1563–1564 och 1567 var han skeppshövitsman, 1566 var han krigskommissarie 1566. År 1570 var han hertig Karls furstliga råd och 1573 blev han förordnad till en av konung Eriks fångvaktare. Nils Ryning gifte sig 1544 med Ingeborg Trolle, dotter till riksrådet och lagmannen Erik Trolle och hans andra hustru Karin Eriksdotter (Gyllenstierna af Lundholm).

## Familjeförhållanden
Nils Ryning var son till Erik Ryning och hans hustru Anna Bengtsdotter (Lillie). Han gifte sig 13 januari 1544 på Lagnö med Ingeborg Trolle (död 1590). Tillsammans med henne fick han Olof Ryning, riksråd och hovmarskalk, Peder Ryning (1547-1613), riksråd, Axel Ryning (1552-1620), Bengt Ryning, Erik Ryning (död 1613) ståthållare på Västerås, Anna Ryning (död 1574), Filippa Ryning (död ogift) och Kerstin Bielkenstierna (död 1616), gift 19 oktober 1573 i Lagnö med Claes Hansson (Bielkenstierna).
Nils Ryning avled 1578 i Sigtuna i Stockholms län och begravdes 17 april 1578 i Storkyrkan i Stockholm.

## Sändebud till Frankrike 1542
Nils Ryning var ett av kung Gustav Vasas sändebud för avslutande av förbund med Frankrike 1542. Ryning deltog i den svenska beskickningen till Frankrike 1542.
Målet var Frankrike och syftet med resan var att förhandla fram ett så bra samarbetsavtal som möjligt med Frans I. Denna expedition var Sveriges första riktiga ambassad som förde förhandlingar på regeringsnivå med en främmande makt utanför Norden. Frans I av Frankrike var kejsar Karl V:s huvudfiende. Karl V var den tysk-romerska kejsaren och i detta läge gjorde Frans I av Frankrike till Sveriges vän. Karl V understödde och uppmuntrade fortfarande sina släktingars anspråk på Nordens tron och han var ett starkt stöd för Gustav Vasas fiender i Tyskland. 
Resan till Frankrike skulle bli lång, den tog 4 månader, och den skulle gå genom farliga områden. Den 5 juni 1542 anlände svenskarna till mötesplatsen Vassy i Calvados i regionen Normandie i västra Frankrike och som låg inom gränserna för dåvarande Lothringen. Kungen, Frans I, mötte dem med två av sina söner, tronföljaren Henrik (Henrik II) och hans yngre bror Karl (Charles, Hertig av Orléans), och inte mindre än sex kardinaler. Knut Andersson (Lillie) deltog som svenskt sändebud i de underhandlingar, som ledde till avslutandet av freden med Ryssland 1537 och av förbundet med Frankrike 1542.

## Tillbaka i Sverige
Nils Rynings eget bröllop, då han gifte sig med Ingeborg Trolle, stod samma dag som han godkände Västerås arvförening, den 13 januari 1544. Den 3 november 1547 erhöll Ryning kungens inbjudningsbrev att bevista prinsessan Sofias dop.
Nils Ryning tjänstgjorde som hövitsman i slottsloven på Viborgs slott i Västkarelen från 27 oktober 1555. Under medeltiden var slottsloven en länsrättslig term, som avsåg de förpliktelser som en innehavare av ett slottslän hade till en slottsherre. Slottsloven innebar att kungen hade tillgång till, och rätt att förfoga över, rikets slott, vilket användes flitigt av Gustav Vasa och hans ättlingar. I praktiken användes slottsloven inom Vasaätten som ett medel att hävda sig i konkurrensen med landets adel. Vanligen var slottslänen stora och omfattade större områden än vad som behövdes för borgens underhåll. Nils Ryning var sålunda slottslovare och han var en av de åtta personer som placerades i slottsloven på Viborgs slott. Viborgs slottslän grundades redan 1293 och kronolänet förvaltades av en fogde (advocatus). Om fogden dessutom var militärbefälhavare i området kallades han vanligen hövitsman (capitaneus). Hövitsmannen hade skyldighet att redovisa och leverera allt överskott från länet till kronan. Ibland fastställdes en fast summa att levereras årligen, varvid länsinnehavaren hade rätt att behålla eventuellt överskott, men även skjuta till vid ett underskott i skatteintäkterna. Slottsborgen är än idag belägen i staden Viborg på Karelska näset i nuvarande Ryssland, men före andra världskriget tillhörde Viborg och en stor del av Karelska näset Finland, som tvingades avträda det i fredsförhandlingarna med Sovjetunionen. Under Gustav Vasas, Erik XIV:s och Johan III:s regeringar hade slottets betydelse minskat, men stora ansträngningar gjordes för att sätta slottet i gott skick.
Gustav Vasa skrev på våren 1555 till fogden på Viborgs slott att han omedelbart skulle förstärka gränsen samt utrusta och utbilda en särskild kår med så kallade skidekarlar som kunde skjuta, det vill säga den svenska arméns första skidskyttekår. Kungen såg till att de finskspråkiga förbanden leddes av folk som kunde tala finska. Det finländska frälset dominerade alla betydande poster i sin egen rikshalva. Kungen och Johan reste sommaren 1555 över till Finland. Gustav Vasa kom att stanna nästan ett år i Finland. Det var längre tid än någon svensk-finländsk kung tidigare vistats utan avbrott i Finland.
I juni 1559 blev Nils Ryning överste krigsråd, mönstringsherre, under Gustav Vasas regering. En mönsterherre var särskilt förordnad genom en högre befälhavare eller genom arméns högsta myndigheter. Mönstringsherren skulle genom en förrättning förvissa sig om att personal, hästar, krigsmateriel och så vidare fanns i föreskrivet antal och tillstånd. Även manskap och hästar prövades om de uppfyllde de för krigstjänsten oundgängliga fordringarna och ifall manskap eller hästar skulle förklaras icke längre användbara i krigstjänst. Denna förrättning var periodvis återkommande.
Den 30 augusti 1560 skrev Nils Ryning under och förseglade kung Gustav Vasas testamente. Han tillslöt testamentet med sigill. Vasakungarna fick vid flera tillfällen riksdagen att gå med på bevillningar. Riksdagen "beviljade" de tillfälliga skatterna, ordet "bevillning" började användas på 1600-talet. Nils Ryning var en av de som 15 april 1561 skrev under bland adeln Ständernas bevillning. 

## Under Erik XIV
År 1561 skickades Ryning som legat till Ryssland. Han var en av de sex legaterna som skickades som diplomatiskt sändebud, eller ambassadör, tillsammans med några andra till Moskva 1561. Dessa sex legater försåg också en traktat med sigill i Novgorod 1561. Traktaträtten bestod av avtal som staterna frivilligt ingick genom att skriva under dem. Traktatet var en "internationell överenskommelse mellan stater i skriftlig form". Bakgrunden till beskickningen var att Estland och staden Reval (Tallinn) år 1561 kom under svenskt beskydd och bildade grunden till det som senare blev Svenska Estland. Då Estland ställde sig under svenskt beskydd ledde detta till en gränsfejd med Polen-Lithauen. 
År 1563 skickades Ryning åter till Ryssland som ambassadör. Samma år, 1563, blev Nils Ryning engagerad av Erik XIV i uppbörden av brudskatten vid Erik XIV:s halvsyster Annas (1545-1610) giftermål.  Nils Ryning blev därefter kammarjunkare hos kung Erik XIV. Enligt kungabrev 1565 korresponderade Nils Ryning med Erik XIV om dennes brors, den sinnessjuke Magnus, hälsotillstånd.
Åren 1563-1564 och 1567 var Ryning skeppshövitsman. Skeppshövitsmannens beteckning är amiral och krigshövitsmannens beteckning är general eller befälhavare.
I juli 1566 blev Nils Ryning kommissarie i kriget mot Danmark, det Nordiska sjuårskriget. Emellertid sändes Ryning i november 1566 till Livland för att bistå ståthållaren Henrik Klasson Horn af Kanckas.
Enligt riksrådet friherre Hogenskild Bielkes anteckningar var Nils Ryning den ene av de båda personer, som efter Sturemorden 24 maj 1567 i Uppsala, sändes till Uppsala för förlikning, och Hogenskild Bielke uppger att Nils Ryning 31 juli 1568 var bland det tiotal medlemmar av högfrälset som befann sig hos kung Erik och dömde hertigarna Johan och Karl och deras anhängare.

## Efter upproret mot Erik
År 1570 blev Ryning utnämnd som hertig Karls furstliga råd och 1572 han blev hertigens hovmästare. Under några månader 1573 var Nils Ryning engagerad i bevakningen av den fångne Erik XIV på Gripsholms slott. 1574 var Ryning bland de 24 personer som dömde Charles de Mornay (1514-1574) till döden för konspiration för att befria Erik.

## Eftervärldens omdömen
Nils Ryning nådde aldrig positionen som riksråd, fastän hans förfäder i flera led på både fädernet och mödernet varit riksråd. Under några år på 1560-talet hade Ryning häradshövdingeräntan av Åkerbo härad i Västmanland; det är endast det som är känt om förläningar. Ämbetet i Åkerbo härad kan endast beläggas ha skötts genom vikarier. Det enda negativa som är känt om Nils Ryning är emellertid att han 1564 anklagades, men inte dömdes, för feghet. Ryning nämns främst av det 30-tal personer som anklagades efter amiralen och ståthållaren Jakob Bagges nederlag och tillfångatagande vid Ölands norra udde i maj 1564.
Nils Ryning avled 13 mars 1578 i Sigtuna och begravdes 17 april 1578 i Storkyrkan i Stockholm.

## Ägare av 340 gårdar i Sverige, mest i Småland
Nils Ryning var en av landets rikaste män med omkring 340 gårdar i nästan samtliga landskap i Sverige, men mest i Småland. Gårdarna kom han i besittning av dels genom arv från sin mors sida, dels genom sitt giftermål med Ingeborg Eriksdotter Trolle (1510-1590).